# Przełęcz Salmopolska
Die Przełęcz Salmopolska ist ein Gebirgspass im Süden der polnischen Woiwodschaft Schlesien in den Schlesischen Beskiden. Der Pass liegt auf der Grenze der Gemeinden Wisła und Szczyrk auf dem Barania-Kamm und verbindet das Tal der Weichsel mit dem Tal der Żylica. Der Pass ist 934 m hoch. Der Pass ist nach dem ehemals eigenständigen Bergdorf Salmopol benannt, das heute ein Stadtteil von Szczyrk ist.

## Tourismus
- Über den Pass führen zahlreiche markierte Wanderwege. Der Pass ist mit dem Pkw erreichbar.